# Cosmariomyia pallidipennis
Cosmariomyia pallidipennis är en tvåvingeart som först beskrevs av Samuel Wendell Williston  1901.  Cosmariomyia pallidipennis ingår i släktet Cosmariomyia och familjen vapenflugor. Inga underarter finns listade i Catalogue of Life.